# 底蘊
底蘊（1480年—1543年），字汝章，號河曲，河南考城（今民權縣）底庄村人，祖籍直隶文安（今河北）皇甫里，明朝政治人物，同進士出身。

## 生平
先世為直隶文安（今河北）人，正統十四年（144年）底蘊曾祖父避土木之變亂，徙居河南考城（今民權縣），並落籍當地。弘治十四年（1501年）辛酉科舉人，正德九年（1514年）登甲戌科進士，授兴化县知县，任職皆有政績。調陕西咸陽知縣，十五年十月选授礼科给事中，嘉靖二年（1523年）闰四月升本科右，三年五月升本科左，出为太平府知府。累官浙江按察司副使，十七年正月升山东布政使司左参政，十八年六月升本省按察使，十九年七月升陕西右布政使，轉左布政，二十一年闰五月升都察院右副都御史、巡抚甘肃，敵人數萬入冦，底蘊屢次出奇兵破敵，讓敵人不敢南下。二十二年二月庚子以勞卒于官，賜祭葬。